# 마할라노비스 거리
마할라노비스 거리(Mahalanobis distance)는 1936년 P. C. 마할라노비스(P. C. Mahalanobis)가 도입한 점 P와 분포 D 사이의 거리를 측정한 것이다. 마할라노비스의 정의는 1927년 측정을 기반으로 두개골의 유사성을 식별하는 문제에서 촉발되었다.
이는 표준 점수 z=(x-u)/o의 제곱에 대한 다변량 일반화이다. P가 D의 평균값에서 얼마나 많은 표준 편차만큼 떨어져 있는지를 나타낸다. 이 거리는 D의 평균에서 P에 대해 0이고 P가 멀어질수록 커진다. 각 주성분 축을 따른 평균으로부터. 이러한 각 축이 단위 분산을 갖도록 크기가 조정되면 마할라노비스 거리는 변환된 공간의 표준 유클리드 거리에 해당한다. 따라서 마할라노비스 거리는 무차원량이며 규모 불변이며 자료 집합의 상관 관계를 고려한다.

## 같이 보기
- 해밍 거리
- 유사도 학습